# Scholtenboerderij

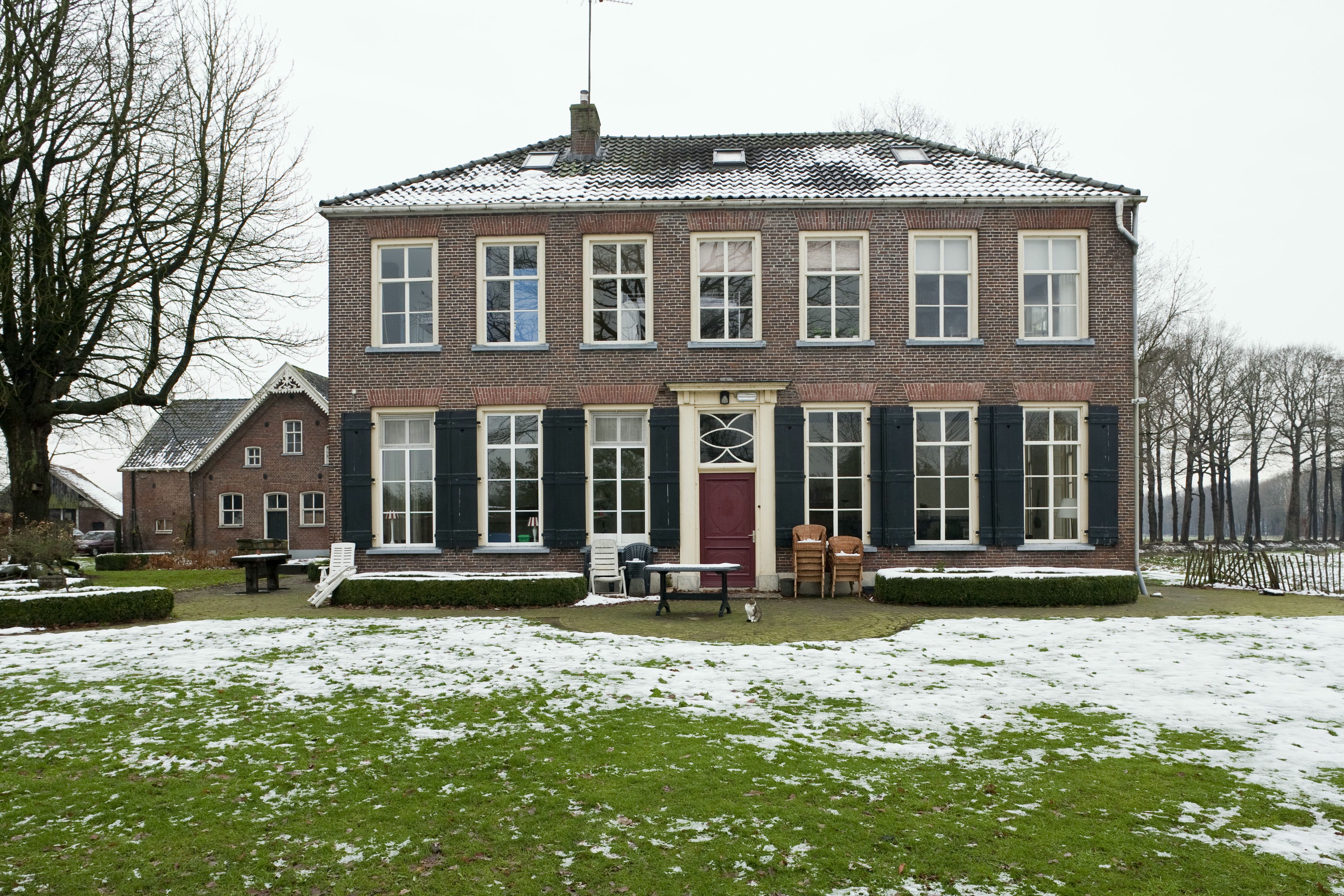
Scholtenhuis Roerdink uit 1863

Een scholtenboerderij of scholtenhuis is een van oudsher door de scholte of schulte bewoonde grote boerderij met op de bijbehorende uitgestrekte gronden aan aantal pachtboerderijen. Scholtenboerderijen zijn in de Achterhoek bewaard gebleven, en dan vooral in de gemeenten Aalten en Winterswijk.
De boerderijen zijn oorspronkelijk als hallenhuisboerderij in Saksische stijl gebouwd. Ze waren veel groter dan de bijbehorende pachtboerderijen. Het grote woonhuis werd in de negentiende eeuw vaak dwars voor de boerderij gebouwd zodat die het uiterlijk van een herenhuis kreeg. Er kwam dan vaak ook een parkachtige aanleg met slingertuinen in Engelse landschapsstijl omheen. Scholtenboerderijen bleven vaak lang binnen een familie, mede doordat scholten met scholtinnen trouwden. Bij overlijden van de scholte ging de boerderij in zijn geheel over op de oudste zoon, zodat het familiebezit intact bleef. Een scholtengoed bestaat gemiddeld uit een tiental pachthoeven met bouw- en weide- en bosgronden. Scholtenboerderijen zijn tegenwoordig meestal monumenten. Ze hebben vaak een dubbele voordeur in het dwars op de boerderij staande voorhuis. Meestal is in de gevel een steen met tekst aangebracht.

## Geschiedenis
Scholten kwamen vanaf de middeleeuwen niet alleen in de Oost-Nederland voor, maar ook in aangrenzend Duitsland. Het saksische begrip 'scholte' is verwant aan het Nederlandse 'schout'; een bestuursfunctionaris die onder andere belast was met de lokale rechtspraak en het handhaven van de orde. De scholten zorgden er ook voor dat de belasting voor de landheer binnen kwam. In ruil daarvoor kregen zij een deel van de opbrengst. Het ambtsgebied waarvoor zij verantwoordelijkheid droegen werd scholtambt genoemd. De scholtenboeren hadden als rentmeester ook de zorg voor het bosbezit dat grotendeels bestond uit eiken en beuken. Ze hadden de plicht de bossen te onderhouden en toezicht te houden op het gebruik. Scholten regelden ook de herendiensten en zij waren verplicht 'man en paard' te leveren in tijd van oorlog.
Doordat na de middeleeuwen adel en geestelijkheid veel van hun macht verloren, werd de scholte steeds vaker eigenaar van de door hem bestuurde hofstede. Hierdoor namen aanzien en gezag nog toe. Binnen de marken behartigden deze herenboeren als grootgrondbezitters de belangen van hun gehele buurtschap van pachters. Bij de markenverdeling, rond 1850, kregen de scholten grote stukken van de woeste gronden toebedeeld die ze met gebruikmaking van de nieuwste technieken op landbouw gebied ontgonnen. De scholte verloor weliswaar zijn juridische bevoegdheden, maar bleef na de verdeling van de markegronden gewoonlijk het dorpshoofd. Ook door vele andere bestuursfuncties hadden scholten tot in de twintigste eeuw veel macht. Het scholtenerf werd in de negentiende eeuw een complete nederzetting met het scholtenhuis als herenhuis en daaromheen stallen, voorraadschuren en bijgebouwen speciaal voor bakken, brouwen, spinnen en weven.

## Landschap
Het landschap dat de scholten hebben achtergelaten wordt getypeerd door kronkelende beken, houtwallen en bossen. Door overheidsingrijpen kwam begin twintigste eeuw ook de ontginning van tot dan toe weinig bruikbare gronden goed op gang. Hierbij ontstonden overal relatief grootschalige landbouwpercelen. Doordat de scholtenboeren traditioneel waren ingesteld, is door hun terughoudendheid het historisch landschap rond Winterswijk en Aalten deels behouden.
Anno 2010 worden steeds meer scholtenboerderijen onttrokken aan het boerenbedrijf. Ze zijn te onpraktisch voor moderne boeren, hun indeling staat een moderne bedrijfsvoering in de weg. Natuur- en landschapsbeschermingsorganisaties nemen in de eenentwintigste eeuw grotendeels de functie van de scholte als verpachter en beheerder over.
Het Scholtenpad is een naar de scholten genoemd streekpad met in totaal 105 kilometer vaak onverhard wandelpad met als middelpunt de stad Winterswijk.